# アフリカ系アメリカ人
アフリカ系アメリカ人（アフリカけいアメリカじん、英: African-American）は、アメリカ合衆国民のうち、アフリカ出身の黒人（ネグロイド）もしくはその子孫であるものたちを指す呼称。アフリカン・アメリカン、アフロアメリカン （Afro-American）、ブラック・アメリカンともいう。
コーカソイドに属する北アフリカ系アメリカ人（アラブ人やベルベル人の子孫）や、ヨーロッパ系アフリカ人（アフリカーナーやアングロアフリカンなど）の子孫は含まない。

## 概要
大半は、19世紀半ばの南北戦争以前にアフリカ（サハラ砂漠以南のブラックアフリカ）から奴隷貿易により強制的に連行された奴隷の子孫であるが、より新しい時代に自由な移民としてアフリカから直接渡米した者やその子孫も存在する。彼らをアフリカ系 (African) と呼ぶべきかどうかについて、また、黒人 (Black) と呼ぶべきかどうかについては、論争となっている。中米に奴隷として送られたのちに移民として渡米するなど、より複雑な経緯を有する者もいる。
奴隷として連れて来られた際は出身集団や民族集団が異なっていたが、奴隷制度によって民族・文化的なつながりは乏しくなっていき、また、長い年月によって混血も進んだため、民族集団としてではなく、アメリカ合衆国に在住する黒人の人種コミュニティとして度々用いられる（米国内の黒人人種比率: 12.9%、2005年）。
アフリカ系アメリカ人は、長い間人種差別の対象とされ苦難の道を歩んできたが、現在においては社会進出が進んでおり、政治家やホワイトカラーや軍人、音楽家や俳優、スポーツ選手として活躍する場合も多い。

## 呼称
以前は「ニグロ (negro)」や「ニガー (nigger)」などとも呼ばれたが、これは1960年代の公民権運動の高まり（ブラック・パワー）以来差別用語とされている。その一方、アフリカ系アメリカ人男性同士の人類同胞主義の表現として「ニガ (nigga)」が使われる事も多々あり、その傾向は特にラップにおいて顕著となっている。しかし日本人などの黄色人種や白人系アメリカ人を含め、アフリカ系アメリカ人以外の者達がこの表現を用いる事は差別的言動とみなされる。
民族的回帰運動でもある「ブラック・パワー」を提起した黒人たちは、「ブラック・イズ・ビューティフル（黒は美しい）」をスローガンに掲げ、白人から否定され、自らも否定してきた黒人の人種的特徴を「黒人らしさ」として逆に強調し、彼らの民族的アイデンティティーを主張する表現のひとつとしてアフロヘアーという髪型も生み出した。彼らはキリスト教からイスラム教へ改宗したほか、自らを「ブラック（黒人）」と自称し、これは現在の黒人たちの一般的な自称となっている。
アメリカ陸軍においては、2014年11月8日まで軍内の規定で、黒人を指すときに「黒人もしくはアフリカ系の米国人」「ハイチ人」「ニグロ」などが使用可能であった。批判を受け、陸軍は「黒人もしくはアフリカ系の米国人」の表記のみを容認することとなった。

## 定義に関する論争
マーチン・ルーサー・キングの演説にあるようにアメリカ合衆国で単に「黒人」というときは奴隷解放宣言までに奴隷としてアメリカ合衆国に渡来したアフリカの人々の子孫を指すのが一般的である。しかし移民大国のアメリカには、現在に至ってもアフリカ、中南米やカリブ海諸国から黒人の移民の流入がある。しかし、彼等は米国の手によってアフリカから連れて来られた黒人奴隷の子孫とは異なる（中南米やカリブ海諸国から流入した場合はスペインやフランス、イギリスなどにより連れて来られてきた黒人奴隷の子孫となる）ことから、アメリカ国籍を有さない場合は、「アフリカ系アメリカ人」という呼び名は該当しないとの指摘もある。例えば、コリン・パウエルはアフリカからジャマイカを経由し米国へ到着した移民の子孫であり、カリビアン・アメリカンが正当な名称であるが、実際にはアメリカ国籍を持ちアフリカにルーツを持つ場合は、アフリカ系アメリカ人という名称が用いられる。
デブラ・ディッカーソンは、黒人 (Black) という語は、アメリカ（America、アメリカ合衆国のみを指す名称ではなく両米の意味か）に奴隷として連れて来られた人々とその子孫に使用を限定すべきであると主張している。また彼女は、アフリカ系 (African) についても同様の主張をしている。

## ワンドロップ・ルール
1967年まで、一部の州では、ワンドロップ・ルールというものが使われていた。これは、16分の1、つまり自分の曽祖父に一人でもアフリカ系黒人が含まれる場合には、差別の対象者の一人とされていた。これは欧米系白人の血の方が濃い場合でも黒人の一人として分類されるという考えである。そのため、欧米系白人とアフリカ系黒人の間に生まれた子供も多くが奴隷として売られていった。例えば、第3代アメリカ合衆国大統領トマス・ジェファーソンが所有する奴隷であったサリー・ヘミングスは、4分の1だけ黒人の血を有していた。外観はほとんど白人に近く、真っ直ぐな髪を背中に垂らしていたが、奴隷とされていた。ケニア出身のアフリカ系黒人の父とアメリカ出身の欧米系白人の母を持つバラク・オバマが「アメリカ史上初の黒人大統領」と呼称された事からも分かるように、奴隷制度が無くなった現代でもこの考え方は残り続けており、消滅したわけではない。有色人種と欧米系白人の間に生まれた子供は自動的に有色人種として分類される場合が多いと言われるが現代では外見に従って自らの人種を自覚し登録する人のが一般的である。オバマは若い時期をインドネシアやハワイで過ごしており、本土の多くの黒人とは少し異なった事情を持つのも事実である。
南北戦争以前の奴隷制廃止州であっても、黒人の公民権・公立学校就学・異人種間結婚を禁止、または制限する「黒人法令」が制定されていたり、黒人の血を4分の1以上ひいている人間を州内に連れ込むことを禁止した特別令を出している自由州（en:Slave and free states）はあったが、終結の後の奴隷解放で南部の多くの州でも、「白人」と「黒人」の「違い」を無理矢理維持するために、奴隷解放令以前の南部に初めて「異人種結婚禁止法」が作られる。1913年時点には、48州中で32州で、白人と黒人の結婚と性交渉は法律で禁止されていた。1952年でも、48州のうち、29州に「異人種結婚禁止法」があった。アフリカから連れて来られた奴隷の血が一滴でも混じっていることが確認された場合、その当該する人物も「黒人」としてみなされた。白人が黒人をレイプして産まれた子供も黒人として扱われ、南部では公共の場で人種隔離が続き、生活のあらゆる面で誰を黒人とし、また白人とするか、線引きもなされた。それによって、黒人は「一滴の血」による奴隷の過去と差別を共有する強いグループ意識を持つようになった。やがてマーティン・ルーサー・キング・ジュニア牧師の登場により、彼の行いが起源となってアメリカ各地で黒人の平和的な解放運動が高まりを見せた。
現在のアフリカ系アメリカ人は他国のアフリカ系に比べると混血化が進んでおり、全体の約58%が8分の1以上、19.6%が4分の1以上、1%が2分の1以上は白人に含まれていた血を受け継いでおり、5%は8分の1以上がネイティブ・アメリカンとの混血があると見られている。

## 血液型
アフリカ系アメリカ人 (African-American) の血液型の比率は、O型51%・A型26%・B型19%・AB型4.3%となっている。

## 歴史
英領北アメリカでの記録に残る最初のアフリカ人は、1619年にバージニア州ジェームズタウンに入植した年季奉公人とされている。イギリス植民地時代からアメリカ独立初期にかけては、完全な奴隷制に移行する18世紀初頭までには、比較的自由に生活するアフリカ人も見られた。その後大西洋間奴隷貿易でアフリカから奴隷として連れてこられた人が増加。1860年までにアメリカ合衆国には350万人の奴隷にされたアフリカ人と、その他の奴隷ではない50万人のアフリカ人がいた。奴隷船として輸送される際に病死する者が絶えず、かつて欧米諸国は1500万人の奴隷を運ぶ際に1人の黒人を新大陸に連れて行くまでに5人の黒人が中途で死んだという推計がある。
リンカーン大統領の1862年の奴隷解放宣言で奴隷制が廃止されて以後も、政治的、人権的な権利の制限は続いた。
南北戦争で奴隷制度の撤廃を目指す北部の勝利以後、かなり以前から奴隷制度を禁止していた北部ではアフリカ系アメリカ人に対する差別意識は比較的薄く、ニューヨークやシカゴではアフリカ系アメリカ人の市長が誕生した前例がある。しかし、長期間アフリカ系アメリカ人奴隷の労働力に依存してきた南部では、アフリカ系アメリカ人に対する差別意識が強く残った（ジム・クロウ法）。アフリカ系アメリカ人に対しアメリカ全土で法の下の平等が保障されるのは、1960年代の公民権運動の成就による公民権法の施行を待たなければならなかった。
なお奴隷制度廃止後、奴隷から解放されて自由になったアメリカ黒人（解放奴隷）の自由の国として西アフリカにリベリアとシエラレオネが建国されたが、両国とも内戦を経て未だ最貧国となっている。特にシエラレオネは子供までもが戦争に狩りだされ殺戮を行うなど、差別を受けながらも後に社会的な地位を上げたアフリカ系アメリカ人とは雲泥の差の生活を強いられている。またカナダのほうが奴隷廃止が早期に行われたためにアメリカの奴隷がカナダに移住した事があった。
また、第二次世界大戦においては、人手不足からアフリカ系アメリカ人も軍人として戦争に参加することになった。当時「民主主義の武器庫」を自認していたアメリカであったが、「民主主義」という言葉とは裏腹に、大戦中に将官になったアフリカ系アメリカ人はベンジャミン・デイヴィス准将のみである。実際の戦闘に参加したものはわずか5%で、そのすべてが「黒人部隊」での参戦であった。残りのほとんどが単純作業を中心とした後方支援業務に従事するなど、参戦によっても差別は解消されなかった（現在の視点だと、死と隣り合わせの戦闘に参加したのは大多数が白人である方が逆差別となる）。なお、「黒人部隊」が廃止されるのは、公民権法の制定後に戦闘が本格化したベトナム戦争においてであった。
1940年代後半に入り、ハリー・S・トルーマン大統領が公民権運動の支持を表明し、1950年代以降、マーティン・ルーサー・キングなどを指導者に、アフリカ系アメリカ人をはじめとする被差別民族に対する法的平等を求める公民権運動が盛り上がりを見せる。その結果、1964年7月2日に法の下の平等を規定した市民権法が制定された。
しかし法的な差別が撤廃され、それがゆえに「自由な国家」であることを標榜する現在においても、白人が多数を占めるアメリカ社会での少数派（約20%）である黒人に対する差別意識は根強く残り、白人に比べて低学歴の貧困層が多い。差別と学歴、経済力は全く関係ない。努力するか否かの問題である。
現在、黒人社会において質の高い公教育を提供する行政実験が行われており、特別な家系ではない黒人の子女がハーバード大学を代表とする多くの名門校に進学する実績を挙げつつある。アメリカの大学では白人やアジア人といった特定の人種だとその他の人種の受験者よりさらに優れていないと入れないという人種差別がある。
特にスポーツ界における黒人選手の活躍には目覚しいものがあり、恵まれた運動神経であるために少数民族であるにもかかわらず大いに活躍し、黒人アメリカンフットボール選手はNFL全体の約65%、黒人バスケットボール選手はNBA全体の約80%という大多数を占めている。人口に対してのNFLにおける成功者の比率は、圧倒的と言われる太平洋諸島系に次いで堂々の2位と目されている。しかし、他国ではモータースポーツや水泳、ウィンタースポーツにおける黒人の進出、成功があるにもかかわらず、アメリカにおいては現在もほとんど進出していない。
スポーツ選手、俳優、芸能人、政治家、実業家として活躍を見せ、アーン・ダンカンは多くのアフリカ系の有名人の友人がいる。後に黒人の社会的地位が向上し、コリン・パウエル、コンドリーザ・ライス、ロデリック・レイナー・ペイジ、ロナルド・カーク、マイケル・スティールなど国政の中枢にまで登り詰める人物が目立つようになった。そして、2009年には、ケニア人（黒人）の父とアメリカ人（白人）の母を持つバラク・オバマが初の黒人大統領として第44代アメリカ合衆国大統領に就任するなど、差別解消運動の成果が顕在化しつつある。

### 南部回帰
アフリカ系アメリカ人の北東部などから南部への移住が、さまざまな理由でこの10年間に急増している。

## 被差別
アフリカ系アメリカ人は1862年の奴隷解放から100年経過した後の、20世紀初頭においても、差別待遇は残り続けていた。スポーツや歌手や俳優などでも白人から差別を受け、キング牧師の登場まで学校、レストラン、トイレ、バスも人種で分けられる形となっていた。差別的な警官により暴力を受け、誤射の凶弾に倒れたりする事もあり、裁判でも黒人が白人より重い刑を受けたり死刑執行率が高い場合もあった。
ワシントン州の裁判の事例では、全ての条件が同じ犯罪であるならば、アフリカ系アメリカ人が死刑判決を受ける確率は白人の4.5倍となる可能性を示す調査結果などが示されている。そのためロス暴動のような差別への怒りの暴動が頻繁に発生する。
現在は多くの黒人が歌手、俳優、スポーツ選手、政治家として活躍して人気を見せている。オバマ大統領の就任は白人層からも大いに歓迎され、半世紀前に比べ遥かに差別意識が薄れてきたといえよう。しかしKKKのような白人至上主義運動は消滅せず、未だに存在し続けている。完全に差別が消失したわけではなく、黒人の社会的地位上昇のために、就職や大学の採用試験などの合格枠を人種で区別する事を逆差別と感じる反黒人感情の白人が増えた。また2010年代においても、前述と類似した事件や騒動が発生しており、近年でもこの差別感情が根強く残り続けている事実を反映している。
しかし訴訟大国アメリカでは黒人差別で訴えられる事例があり、例えばアフリカ系の消防士の食事にドッグフードを混入する人種差別的な行為で3億円余の賠償金を支払う判決があったために、黒人差別は社会的にタブー視されている。

## 他人種との対立
近年は、従来の「白人 対 黒人」という対立だけでなく、アフリカ系アメリカ人と他マイノリティとの対立が表面化することも少なくない。

### アジア系アメリカ人との対立
黒人とアジア系アメリカ人の対立は、1992年のロサンゼルス暴動での韓国系アメリカ人との対立に始まり、現在も断続的に発生している。
黒人ボクサーのフロイド・メイウェザー・ジュニアは、フィリピンの国民的英雄マニー・パッキャオに対し人種差別的な挑発をしたとして話題となった。メイウェザーは過去にも、台湾系アメリカ人のNBAスター、ジェレミー・リンへの差別発言で物議を醸している。
黒人コメディアンのクリス・ロックは第88回アカデミー賞授賞式で、アジア系アメリカ人をステレオタイプに描写した差別的パフォーマンスを行い、各方面から非難を浴びた。
2020年から2021年にかけて、新型コロナウイルスの感染拡大を契機に、中国系を中心とするアジア系アメリカ人へのヘイトクライムの被害が相次いで発生したが、新型コロナウィルスの感染拡大をきっかけにしたアジア系アメリカ人に対するヘイトクライムは、黒人が加害者となってしまうケースも目立っていた。

### ヒスパニックとの対立
黒人とヒスパニックの対立も年々深まっており、米調査機関ギャラップによる世論調査では、「黒人とヒスパニックの関係」を「良い」とした回答はわずか60%にとどまった。これは「白人とアジア系の関係」を「良い」とする回答が87%であることを考えると、かなり低い数値であることが分かる。
黒人ボクサーのエイドリアン・ブローナーは、メキシコ人ボクサーのカルロス・モリーナを差別的に侮辱したとして、主催団体のWBCから出場停止処分を受けた。
2014年12月20日にはマイケル・ブラウン射殺事件とエリック・ガーナー窒息死事件への報復として、ヒスパニックと中国系アメリカ人の警官が黒人男性に襲撃され、そのまま犠牲となった。

## 評価と反応

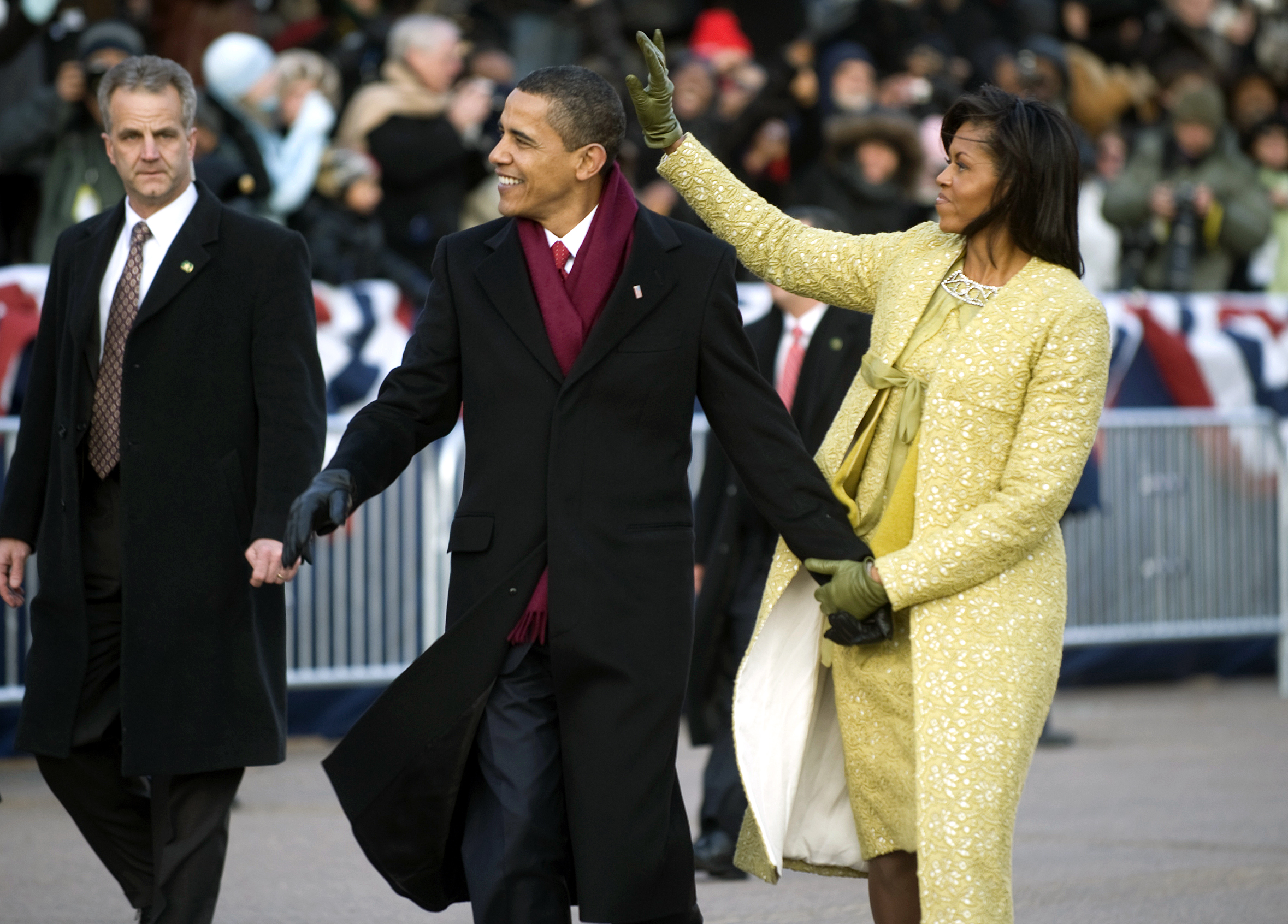
パレード中に車から降りて歩くオバマ大統領と、ファーストレディーのミシェル・オバマ。

アフリカ系アメリカ人で有名になった者はアフリカからは尊敬されており、例えばバラク・オバマは父の故郷ケニアでは英雄視され、その夫人のミシェル・オバマは黒人奴隷の子孫である影響で奴隷貿易の拠点のケープ・コースト城の訪問では熱烈に歓迎を受けており、さらにケニアやアメリカで「オバマ」「ミシェル」と子供に命名する親が急増した。
アフリカ系アメリカ人は世界一の経済大国で育った影響に加えて、奴隷制時代の歴史的経緯から白人との混血も少なくないことから白人扱いされる例がある。例えばアパルトヘイトを行っていた南アフリカ共和国では名誉白人と扱われていた事があった。また白人社会で育った影響でアフリカ本土の黒人とは摩擦が起きており、黒人奴隷のために建国したリベリアに移住した者、つまりアメリコ・ライベリアンは1847年の独立から1980年までリベリアの政治・経済を支配し原住民を見下した事でリベリア国内の対立の火種となった。
一方アメリカを敵視する反米思想の持ち主からは『白人に媚びる黒人』『裏切り者』として軽蔑の対象とされている。例えば反白人感情をあおったロバート・ムガベは自国を批判したライスを「白人の奴隷」「アンクル・トムの娘」と揶揄し、反ブッシュ的なハリー・ベラフォンテはブッシュ政権の黒人閣僚を「白人に媚る奴隷」と揶揄し、反米組織のアルカーイダのナンバー2であるアイマン・ザワーヒリーはオバマとライスとパウエルを「ハウス・ニグロ」と呼んだ。

## 他国のアフリカ系国民との比較

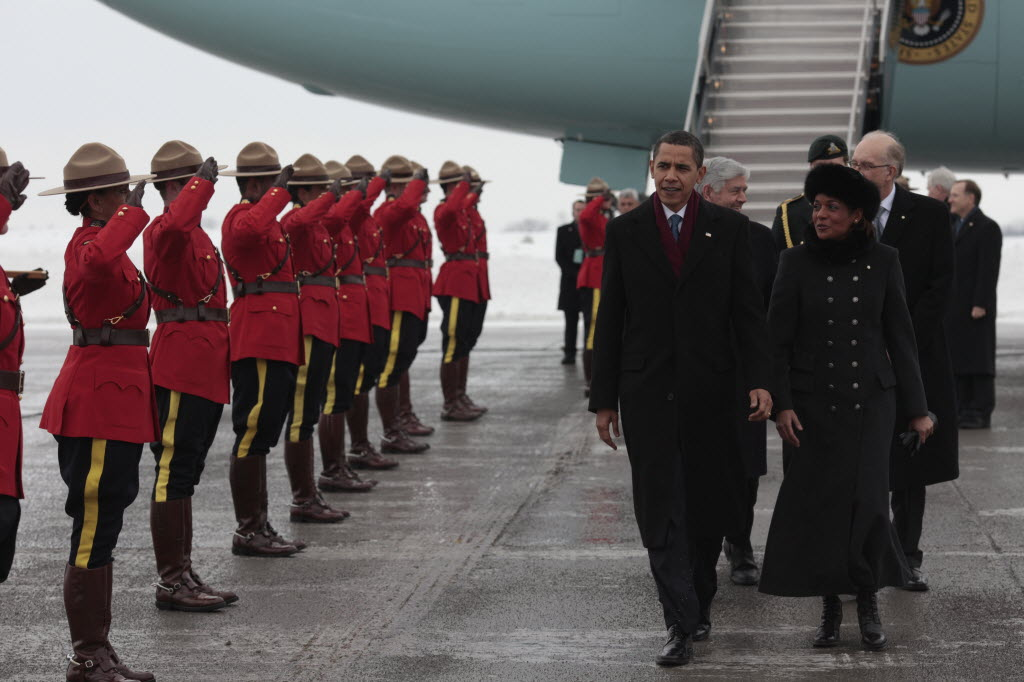
バラク・オバマ大統領とミカエル・ジャン総督（カナダ訪問にて）

アフリカに旧植民地を保有した影響で、イギリスやフランスには移民により多くのアフリカ系住民が住んでいる。しかしアフリカ系フランス人はスポーツ選手以外ではアフリカ系アメリカ人よりも社会進出に遅れており、未だに多くが貧困層でスラム街に住んでおり、差別への怒りに対する暴動が起きる事もある。カナダでは2.5%の78万人のアフリカ系カナダ人が存在しており、ミカエル・ジャンというハイチからのアフリカ系女性がカナダ総督に任命されている。
ベネズエラの反米的なウゴ・チャベス大統領はスペイン人、インディアン、アフリカ人の血を引くムラートとメスティーソである。

## スポーツ

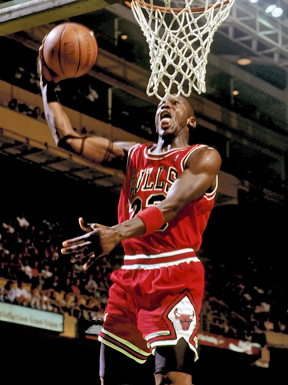
若き日のマイケル・ジョーダン

アフリカ系アメリカ人はその身体能力を遺憾なく発揮し、あらゆる競技で目覚しい活躍を見せている。
北米4大プロスポーツリーグのNBA、NFLでは存在感が際立っている（NBA選手の約85%、NFL選手の約70%を占める）。中でもバスケットボールに関しては、ヒップホップなどと並んで黒人文化の一端を担っている。「バスケットボールの神様」と呼ばれたマイケル・ジョーダンの登場後、ますます密接に結びついていった。バスケットボールは全ポジションにおいてアフリカ系選手の比率が高いが、アメリカンフットボールの場合はポジションによって比率が大きく異なってくる。NFLやNCAAカレッジフットボールのような高いレベルにおいては、アフリカ系選手が優れているとされる脚力や瞬発力が要求されるポジション（RB、WR、CBなど）は、そのほとんどがアフリカ系選手で占められている。中でもRBはアフリカ系選手にとって花形ポジションであり、ラダニアン・トムリンソンのようなスター選手は、アフリカ系コミュニティの間で憧れの存在となっている。一方、QBやキッカー、パンターなどのポジションにおいてはアフリカ系選手の比率は比較的少ない。しかし、近年はマイケル・ヴィックやヴィンス・ヤングに代表されるように、RB並みの脚力を武器にパスプレーよりもランプレーを持ち味として活躍するアフリカ系QB（モバイルQB）が増えつつある。
最古参であるMLBは、ジャッキー・ロビンソンの登場までアフリカ系選手を締め出していた。20世紀中頃までは、アフリカ系選手のみで構成されるニグロリーグが隆盛を誇り、黎明期は人種差別に苦しみながらも結果を残し続け、やがてMLBに不可欠となっていく。フランク・ロビンソンが初のアフリカ系監督になったものの、近年はアフリカ系アメリカ人の減少が目立っている。1995年頃から減少し続け、2006年には8.4%まで下がった。2009年には久々に増加に転じて10.2%となったものの、危機感を抱いたMLBはアフリカ系選手の開拓に乗り出している。また、カーティス・グランダーソン、トリー・ハンター、リッキー・ウィークス・ビル・ホール らのように、多くの現役選手がアフリカ系コミュニティへの普及活動を積極的に行っている。アフリカ系アメリカ人の野球選手は、ケン・グリフィー・ジュニアやバリー・ボンズに代表される走攻守揃った5ツールプレイヤーや、リッキー・ヘンダーソン、ケニー・ロフトンのような盗塁数を積み重ねる俊足選手が多い。ポジション別では外野手がずば抜けて多く、とりわけ中堅手が大半を占める。
同じく一角であるアイスホッケーは、アフリカ系選手の数が極めて少ない。2009年4月の時点では、NHL全体でアフリカ系アメリカ人選手は7人しかいない。アイスホッケーだけに限らず、ウインタースポーツには「白人のスポーツ」という偏見が未だに根強く存在し、アフリカ系選手の進出は進んでいない。それでも2006年には、トリノ五輪スピードスケート男子1000mでシャニー・デービスがアフリカ系として初の冬季五輪金メダリストになったりもしている。
陸上競技では、特に短距離走の分野でアフリカ系選手の活躍が目ざましい。カール・ルイスを筆頭に、数多くの五輪金メダリストを輩出している。一方、重量挙げにおいてはアフリカ系選手が活躍することは少ない。
ボクシングなどの世界でも、アフリカ系アメリカ人は無くてはならない存在になっている。モハメド・アリを筆頭に輩出している。一方総合格闘技においてはアフリカ系選手の活躍は少なく、特に柔道などの組技系格闘技においてはアフリカ系選手の占める割合は非常に少ない。
水泳においては、ウインタースポーツと同様に偏見によりアフリカ系選手の進出が進んでいないが、2000年のシドニー五輪でアンソニー・アービンがアフリカ系アメリカ人として初めて米国水泳代表に選ばれ、男子50m自由形で金メダルを獲得した。
競馬においても、かつてはアイザック・マーフィーやジミー・ウィンクフィールドらに代表されるアフリカ系の騎手の活躍している時代が存在していた。奴隷時代に牧童として使役されていた若年者が、奴隷解放宣言後に騎手として転向した例が多く、10代前半からデビューするのが一般的であった。19世紀末は特に顕著で、1875年の第1回ケンタッキーダービーでは出走馬15頭のうち14頭がアフリカ系騎手を背にしていたほどである。しかし1920年代に入るとアフリカ系騎手はほとんど消え失せ、現在ではほぼ見かけることがない。